# 4816 Connelly
4816 Connelly è un asteroide della fascia principale. Scoperto nel 1981, presenta un'orbita caratterizzata da un semiasse maggiore pari a 2,5891105 UA e da un'eccentricità di 0,2741930, inclinata di 11,81999° rispetto all'eclittica.